# Joannis Avramidis

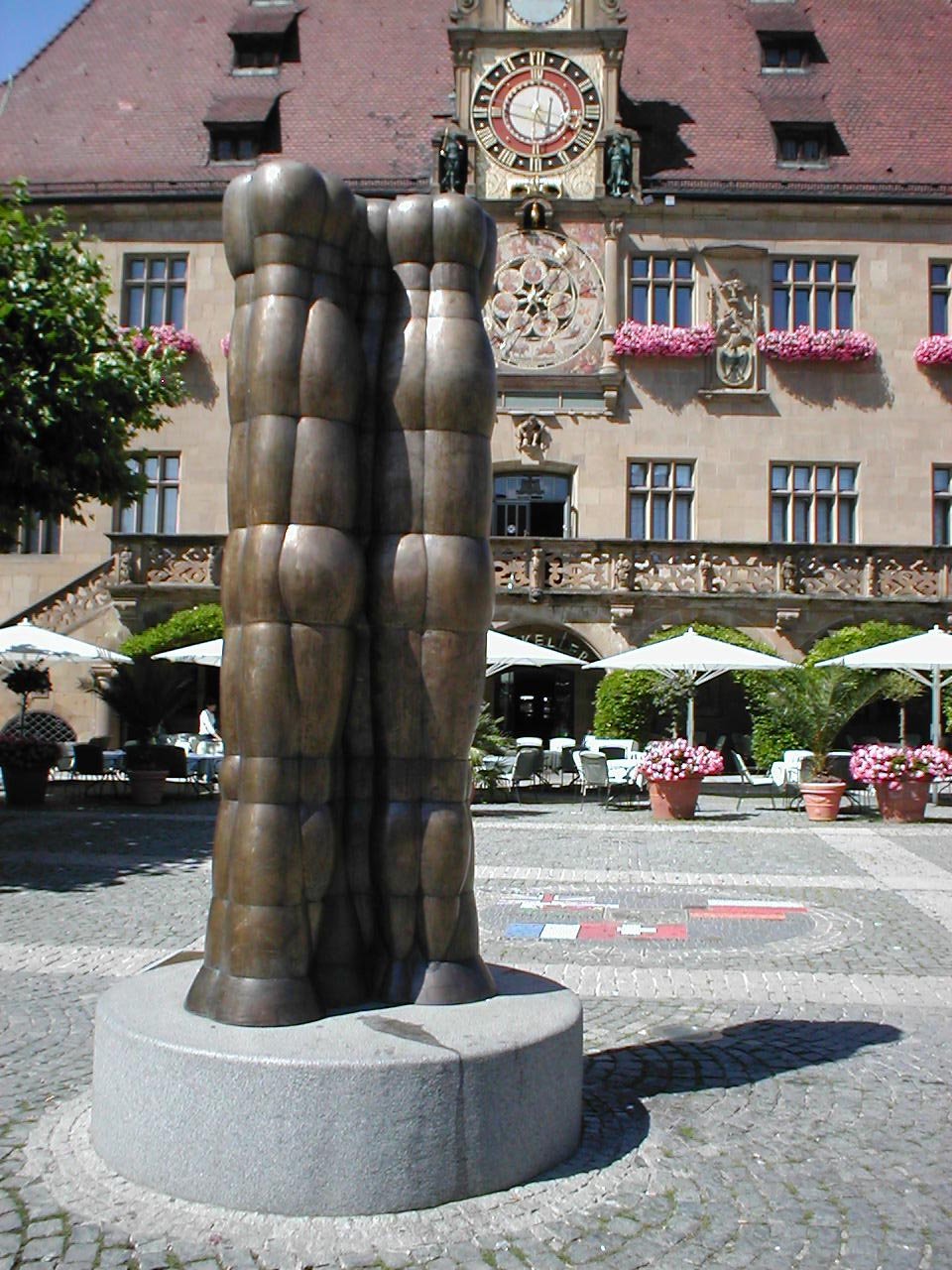
Skulptur vor dem Heilbronner Rathaus

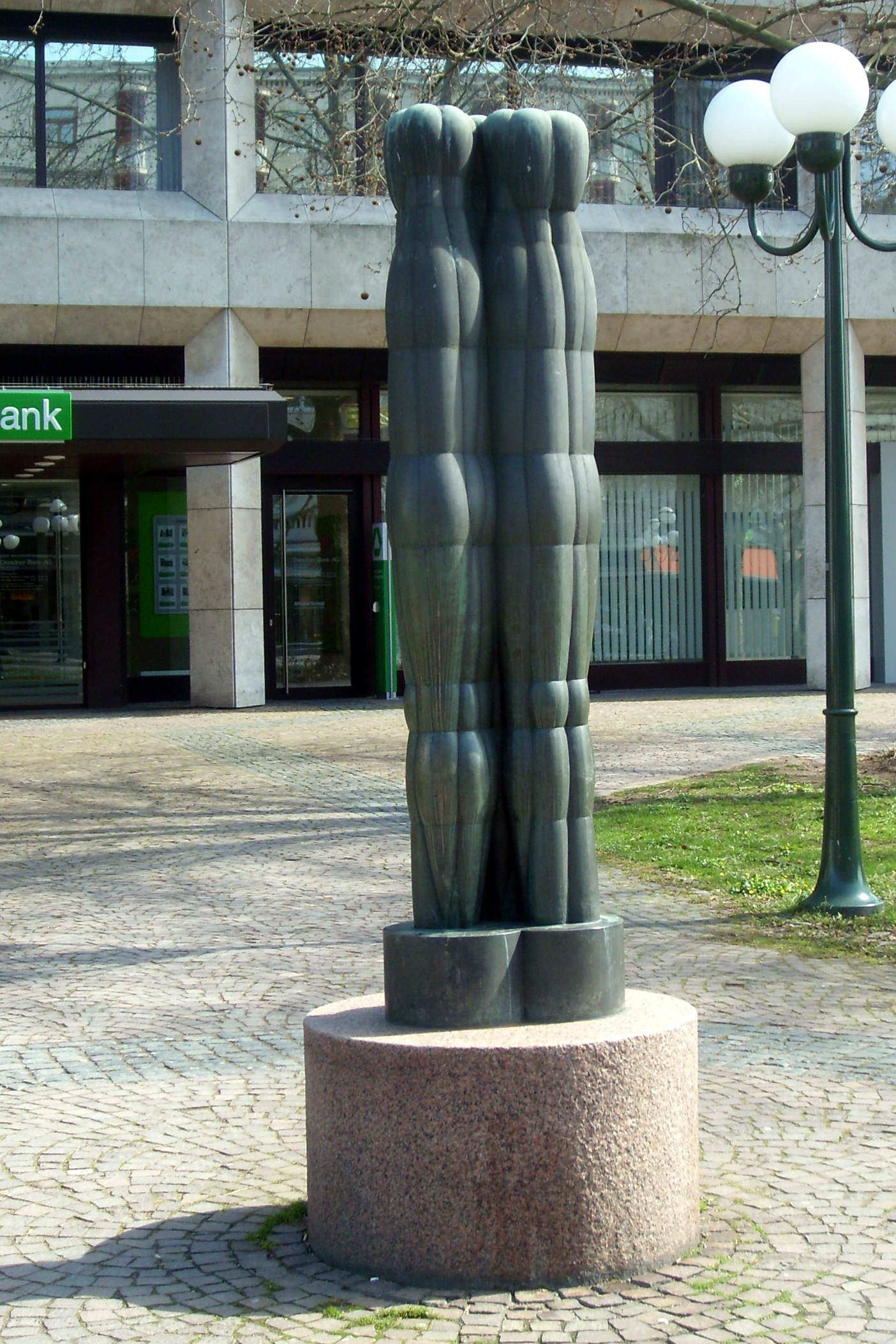
Skulptur vor einer Bank an der Wiesbadener Wilhelmstraße

Joannis Avramidis (griechisch Ιωάννης Αβραμίδης; * 23. September 1922 in Batumi, Adscharische Autonome Sozialistische Sowjetrepublik; † 16. Januar 2016 in Wien) war ein zeitgenössischer griechisch-österreichischer Bildhauer.

## Leben und Werk
Joannis Avramidis wurde als Sohn pontischer Griechen in Batumi (UdSSR) geboren, die Verfolgung und der Tod des Vaters in Haft zwangen die Familie 1939 zur Auswanderung nach Griechenland. Joannis Avramidis musste sein 1937 begonnenes Studium an der Kunstakademie von Batumi abbrechen. 1943 kam Avramidis als Fremdarbeiter nach Wien, studierte von 1945 bis 1949 Malerei an der dortigen Akademie und von 1953 bis 1956 Bildhauerei bei Robin Christian Andersen und Fritz Wotruba.
Bereits Ende der 1950er Jahre war er ein bekannter Künstler, abgeleitet vom menschlichen Körper schuf er abstrakte Figuren. Er vertrat Österreich bei der Biennale von Venedig 1962. 1965/66 lehrte er an der Wiener Akademie, wo er von 1968 bis 1992 als Professor tätig war. Ein enger Mitarbeiter war der Kunsttheoretiker Heimo Kuchling. 1966/67 war er als Professor in Hamburg tätig. Zu seinen Schülern gehörten Reinhard Puch und Wolfgang Götzinger.
Joannis Avramidis war mit der Bildhauerin und Dichterin Annemarie Avramidis (1939–2013) verheiratet. Beider Tochter ist die Malerin Julia Avramidis (* 1969).

## Auszeichnungen
- 1956: Staatspreis der Akademie der Bildenden Künste in Wien
- 1958: Österreichischer Förderungspreis für Plastik
- 1961: Förderungspreis der Stadt Wien
- 1961: Hugo-von-Montfort-Preis, Bregenz
- 1964: Preis der Stadt Wien für Bildende Kunst
- 1968: Will-Grohmann-Preis der Stadt Berlin
- 1973: Großer Österreichischer Staatspreis für Bildende Kunst
- 1985: Österreichisches Ehrenzeichen für Wissenschaft und Kunst
- 2014: Jerg-Ratgeb-Preis

## Ausstellungen

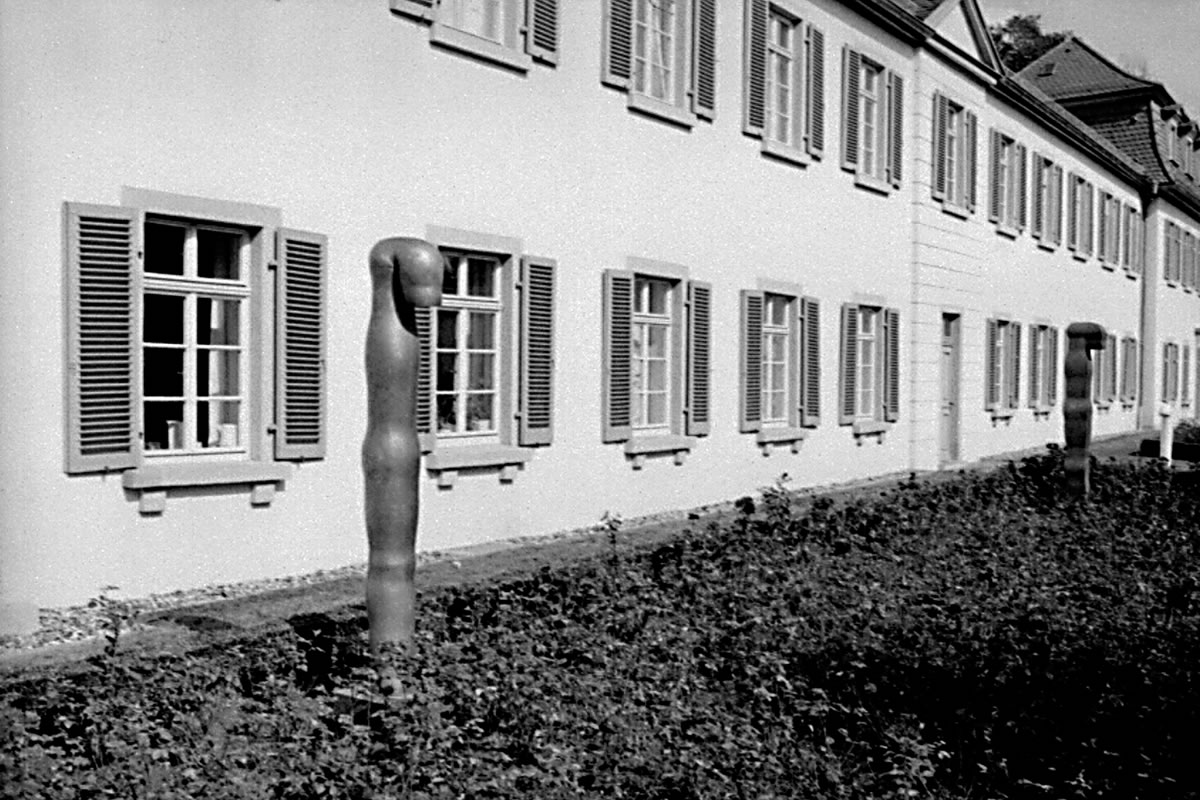
Großplastiken in den Gärten der Altstadt – Ausstellung Bamberg 1999

- 2022: „Joannis Avramidis – Malerei & Skulptur“, Verkaufsausstellung, Galerie bei der Albertina Zetter, Wien
- 2019: „Zoran Music und Joannis Avramidis“, Galerie W&K – Wienerroither & Kohlbacher, Wien
- 2017: „Joannis Avramidis“ (Retrospektive), Leopold Museum, MuseumsQuartier, Wien
- 2007: „Einblicke – Privatsammlung Piepenbrock“, Berlinische Galerie
- 2006: „Joannis Avramidis“ Pfalzgalerie, Kaiserslautern; „Ein gemeinsamer Ort“ Lentos Kunstmuseum, Linz
- 2005: figur / skulptur Sammlung Essl, Klosterneuburg; „Joannis Avramidis – Zeichnungen“ Pinakothek der Moderne, München
- 2003: „Skulptur – von der Stabilität zur Mobilität“, Galerie am Lindenplatz, Vaduz
- 1999: „Grieche unter Griechen“, Glyptothek München; „Zeitschnitt 1900–2000“, Lentos Kunstmuseum und Neue Galerie der Stadt Linz
- Von September bis Dezember 1999 wurden zwanzig Skulpturen von Joannis Avramidis und seiner Frau Annemarie Avramidis auf Plätzen und in Gärten in der Altstadt von Bamberg ausgestellt.
- 1988: Skulpturen und Zeichnungen, Schlossgarten und Kunstverein Ludwigsburg
- 1977: documenta 6 documenta, Kassel
- 1964: documenta III documenta, Kassel
- 1962: 31. Biennale von Venedig 1962 Biennale Venedig

## Sonstiges
Zwei von ihm stammende Skulpturen und fünf Reliefs, jeweils aus Bronze und in Summe 1 Tonne schwer, wurden im Mai 2022 in Wien gestohlen und zum Schrottwert von 4000 € an einen Altmetallhändler verkauft. Dank Ermittlungen der Polizei wurde das Einschmelzen der Kunstwerke im Wert von über 1 Mio. € verhindert.